# Metula News Agency
Pour les articles homonymes, voir Mena.
La Metula News Agency, ou Mena (acronyme), ou plus souvent Ména (accentué), est un média israélien francophone est une agence de presse, qualité que lui contestent plusieurs contradicteurs et analystes qui la considèrent comme un média militant.

## Acronyme
L’acronyme « MENA », pour « Metula News Agency » (le village de Metoula étant le siège de la rédaction), est identique à celui d’une agence de presse créée en 1955 en Égypte, la Middle East News Agency (MENA), avec laquelle elle n’entretient aucun rapport. L’acronyme « MENA » renvoie également vers l’expression en anglais « Middle East and North Africa » qui désigne le Moyen-Orient et l’Afrique du Nord.

## Création et statut
La Mena a été créée en 2002 par Stéphane Juffa sous la forme d’une société, la Metula News Agency S.A., enregistrée aux Îles Vierges britanniques, selon son site internet. Elle est établie dans le village israélien de Metula — qui lui donne son nom — à la frontière libanaise, où est située la rédaction. 
Elle se présente, selon les cas, comme une « agence d’analyse, de ré-information et de reportage de proximité, » ou comme une « agence de presse », désignation parfois reprise par ailleurs,,, mais qui lui est contestée par ses divers contradicteurs qui considèrent la Mena comme un média militant,,,,. Barah Mikhaïl, chercheur à l'Institut de relations internationales et stratégiques, a publié dans la revue Confluences Méditerranée une analyse dans laquelle il explique le caractère militant de la Ména. Il estime également que la Métula News Agency a acquis « une audience non négligeable chez les passionnés » des débats liés au conflit israélo-arabe.

## Fonctionnement
La Ména publie ses articles en français. 
La Ména affirme avoir des correspondants dans divers pays (Israël, France, États-Unis, etc.), y compris des pays et territoires arabes (Liban, Jordanie et Syrie). Son rédacteur en chef est le journaliste et analyste Stéphane Juffa. Elle couvre surtout les événements du Proche-Orient mais commente aussi l’actualité politique des États-Unis, d’Europe et d’Afrique (en particulier le génocide au Rwanda ou au Darfour). Elle dénonce ce qu'elle considère comme des manifestations d’antisionisme et/ou d’antisémitisme. Elle a lancé en France la contestation de la version de France 2 de l’affaire Mohammed al-Durah. Elle a également couvert la guerre du Liban de l’été 2006, la guerre de Gaza (2008-2009) et, à partir d'août 2015, la guerre des Kurdes de Syrie contre l'organisation terroriste État islamique avec le journaliste Perwer Emmal.
Selon Barah Mikhaïl reprenant des extraits du site, ses responsables ont la volonté de parvenir à « un rééquilibrage des informations erronées ou tronquées, qui parviennent à l'étranger sur ce qui se passe chez nous [i.e. en Israël] », une notion connue en tant que hasbara. Il estime que la Ména se focalise sur les événements qui « confortent l'État hébreu dans ses conceptions et ses actions sécuritaires ». Elle présente soit des articles écrits par des membres de la rédaction qui reviennent sur un événement leur apparaissant important pour le « décodage de l'actualité », soit elle fait appel à des « plumes célèbres » telles que « Guy Millière ou feu Laurent Murawiec ». Toujours selon Barah Mikhaïl, ces derniers « osent un ton beaucoup plus agressif [que les autres rédacteurs], et expriment une absence de nuances beaucoup plus frappantes, comme si la légitimité de l'intellectuel permettait de repousser certaines limites [...]. Par ailleurs, Luc Rosenzweig, ancien journaliste de Libération et ancien rédacteur en chef au Monde, fut également collaborateur de la Mena, ».

## Controverses
La Ména commente essentiellement les événements du Proche-Orient et ce qu’elle identifie comme étant des manifestations d’antisionisme et/ou d’antisémitisme. Son rôle dans l’affaire Mohammed al-Durah, et plus généralement ses prises de position pro-israéliennes, notamment lors des conflits armés du Liban et de Gaza, l’ont mise au centre de plusieurs controverses, qui lui ont donné sa notoriété,. Elle se démarque toutefois d'autres sites de « réinformation » plus extrêmes et rejette toute forme de racisme.
S’agissant de l’affaire Mohammed Al-Durah, la Mena s’oppose au journaliste Charles Enderlin et à la chaîne de télévision France 2. Selon un ancien collaborateur de la Ména, Gérard Huber, cette affaire procède d’une « mise en scène ». Selon Hervé Deguine, de la revue Médias, c’est même cette affaire qui aurait « assuré le véritable lancement de l’agence ». La Ména n’a pas été attaquée en justice sur cette affaire, au contraire de Philippe Karsenty, celui-ci ayant repris la thèse du trucage à son compte. Pour la dernière décision de justice à ce sujet, le 26 juin 2013, après diverses péripéties judiciaires, la Cour d'appel de Paris confirme le jugement de première instance qui, en 2008, condamnait Philippe Karsenty pour diffamation envers Charles Enderlin et France 2.
Ces controverses se mêlent, à celles, plus générales, portant sur l’antisionisme, forme ou non d’antisémitisme. Ainsi la Ména a critiqué Le Monde qu’elle accuse de propagande, voire d’antisémitisme. Pour Dominique Vidal, journaliste au Monde diplomatique, la Ména « excelle dans la dénonciation de journalistes ». Il mentionne, en plus des attaques contre Charles Enderlin, des attaques de la Ména contre Alexandra Schwartzbrod du journal Libération. Dans le même ordre d’idées, Daniel Psenny, journaliste du quotidien Le Monde, estime, dans un article paru en novembre 2004, que la Ména est un site militant et précise que celle-ci, plusieurs années auparavant, aurait qualifié l’AFP d’« Agence France Palestine ».
Barah Mikhaïl dénonce la couverture faite par la Ména autour du procès de Pierre Péan intenté pour « diffamation et incitation à la haine raciale  » à la suite de son ouvrage portant sur le génocide rwandais. Il estime que la Ména s'est contentée de reprendre les arguments de ses détracteurs et de tenir à l'égard de Péan des propos virulents et calomnieux tandis qu'à l'issue du procès, elle rejetait le jugement le relaxant.